# Jazz (Loredana Bertè)
Jazz è il nono album della cantante italiana Loredana Bertè, pubblicato nel 1983 dalla CBS in versione LP e ristampato in CD dalla CBS.

## Descrizione
L'album, il secondo prodotto per la Bertè da Ivano Fossati, bissò il successo del precedente Traslocando (1982), grazie anche e soprattutto al successo de Il mare d’inverno, scritta da Enrico Ruggeri, il quale firma anche Il testimone e La donna della sera. Maurizio Piccoli firma Così ti scrivo e Quanto costa dottore, mentre Fossati firma Un’automobile di trent'anni e il testo di Jazz, cover del brano Sina del cantautore brasiliano Djavan; l’anno successivo, Loredana inciderà un’altra cover, Petala, inserita nell’album Savoir faire, e nel 1985 pubblicherà Carioca, un intero album di cover ricavate dal repertorio di quest’ultimo. A chiudere l'album è Ho chiuso con il rock'n'roll, cover di Bernardo Lanzetti. Dal disco non venne estratto alcun singolo (anche se Il mare d'inverno, di cui venne realizzato un videoclip diretto dalla stessa Bertè, ottenne un vasto riscontro).
JAZZ viene ristampato nel 2018 in versione LP PICTURE DISC.
Nel 2022 viene ristampato in edizione limitata vinile di colore Blue.

## Accoglienza
Secondo la classifica pubblicata dal settimanale TV Sorrisi e Canzoni, la posizione più alta raggiunta è la numero 4, con una permanenza complessiva di 22 settimane nella top 50. Ad oggi questo album, anche a detta dell'artista, risulta il più venduto della sua carriera, con oltre 250 000 copie.

## Tracce
1. Un'automobile di trent'anni – 4:11 (Ivano Fossati)
2. Così ti scrivo – 4:38 (Maurizio Piccoli)
3. Il testimone – 3:53 (testo: Enrico Ruggeri – musica: Luigi Schiavone)
4. Quanto costa dottore – 4:55 (testo: Maurizio Piccoli, Guido Guglielminetti – musica: Guido Guglielminetti)
5. Jazz – 4:47 (testo: Ivano Fossati – musica: Djavan)
6. Il mare d'inverno – 4:14 (testo: Enrico Ruggeri – musica: Luigi Schiavone)
7. La donna della sera – 4:05 (testo: Enrico Ruggeri – musica: Bianco Mauro)
8. Ho chiuso col rock'n'roll – 4:18 (Bernardo Lanzetti)

Traccia bonus nella versione in musicassetta
1. Jimmy B. Goode – 4:34 (testo: Enrico Ruggeri – musica: Luigi Schiavone)

## Formazione
- Loredana Bertè – voce
- Ivano Fossati – chitarra elettrica, pianoforte, tastiera, xilofono, sintetizzatore, flauto dolce
- Yogi Horton – batteria
- Eluriel Barfield – basso
- Doc Powell – chitarra
- Bobby Douglas – tastiera, xilofono
- Phil Palmer – chitarra
- Peter Van Hooke – drum machine
- Harry Whitaker – pianoforte
- Andy Brown – basso
- Pete Wingfield – tastiera
- Joe Mosello – tromba
- Ron Tooley – tromba
- Mike Migliore – sax alto, sassofono tenore, sassofono baritono